# Herbert Behre
Herbert Behre (* 31. Mai 1927 in Dalhausen; † 8. April 1994 in Paderborn) war ein deutscher Pädagoge. 
Nach dem Besuch des Gymnasiums Marianum in Warburg und seinem Abitur im Herbst 1947 studierte Behre seit dem 20. November 1947 an der katholischen Pädagogischen Akademie Paderborn, unter anderem bei dem Volkskundler Heinrich Schauerte und dem Geographen Ludwig Maasjoost. Anschließend wurde er nach der ersten Lehrerprüfung Anfang Oktober 1949 Lehrer an den Volksschulen in Würgassen (1949–1953) und Stahle (1953–1955). Gleichzeitig studierte er an der Pädagogischen Akademie in Bielefeld die Fächer Deutsch und Erdkunde für das Realschullehrerexamen. Am 1. April 1955 wurde er Lehrer an der Katholischen Volksschule in Wewer und im Herbst 1958 an der 1941 als Mittelschule entstandenen, ältesten Realschule der Stadt Paderborn, 1951 Städtische Von-Fürstenberg-Realschule Paderborn genannt, die er von 1963 bis 1991 leitete. Behre initiierte auch die Gründung der Aufbaurealschule für Spätausgesiedelte mit Realschulförderklassen (1967) und der Abendrealschule Paderborn (1973) und war Leiter des Stadtjugendringes der Stadt Paderborn (1960).
Herbert Behre war der Neffe des Malers Gustav Behre. Er war befreundet mit seinem Kollegen Herbert Dohmann.

## Schriften (Auswahl)
- Der Raum von Dalhausen, eine typische Landschaft im wesernahen Muschelkalkgebiet. Geographisches Seminar der Pädagogischen Akademie Paderborn, 1949 (Stadtarchiv Paderborn, Nr. 490).
- Väterbrauch und Art in meinem Heimatdorfe Dalhausen, Würgassen, 15. Februar 1951 (ms.).
- Hermann Hesses Menschenbild, Stade, 1952 (ms.).
- Raabe, Wilhelm, Else von der Tanne oder Das Glück Domini Friedemann Leutenbachers, armen Dieners am Wort Gottes zu Wallrode im Elend. [Mit Nachw. u. Anm. hrsg. von Herbert Behre], Paderborn: Schöningh Verlag ca. 1962 (=Schöninghs deutsche Textausgaben [Schöninghs Textausgaben] ; Nr. 302).
- Festschrift zum 50jährigen Bestehen der Von-Fürstenberg-Realschule Paderborn. 1941-1991 (Redaktion: Herbert Behre), Bad Lippspringe 1991.